# Maizières-la-Grande-Paroisse
Maizières-la-Grande-Paroisse är en kommun i departementet Aube i regionen Grand Est (tidigare regionen Champagne-Ardenne) i nordöstra Frankrike. Kommunen ligger  i kantonen Romilly-sur-Seine 1er Canton som ligger i arrondissementet Nogent-sur-Seine. År 2022 hade Maizières-la-Grande-Paroisse 1 521 invånare.

## Befolkningsutveckling
Antalet invånare i kommunen Maizières-la-Grande-Paroisse
Referens: INSEE